# Ernst Chwalla
Ernst Chwalla (* 28. August 1901 in Wien; † 1. Juni 1960 in Wien oder Graz) war ein österreichischer Bauingenieur.

## Leben
Ernst Chwalla, Sohn einer Wiener Seidenindustriellenfamilie, graduierte 1924 in Bauingenieurwesen an der Technischen Hochschule Wien. Er war wissenschaftlicher Assistent bei Friedrich Hartmann am Institut für Brückenbau. 1926 wurde er mit einer Arbeit über die Seitensteifigkeit bei offenen Brücken zum Dr.-Ing. promoviert. 1928 habilitierte er sich mit einer Schrift über die Stabilitätstheorie. 1930 erhielt er einen Ruf auf die Professur für Baustatik an der Deutschen Technischen Hochschule in Brünn und war Vorsteher des Instituts für Baustatik.
Mit Kriegsende geriet Chwalla in sowjetische Kriegsgefangenschaft und wurde in einem tschechischen Arbeitslager interniert. Mithilfe von Professorenkollegen in Brünn wurde eine Untersuchung eingeleitet und im Juni 1945 die Entlassung bewirkt. Chwalla war zusammen mit Karl Girkmann in Wien als freiberuflicher Ingenieur und Berater bei Talsperren-, Kraftwerks- und Druckrohrleitungsbau im Nachkriegsösterreich sowie Dozent für Stahlbeton an der Hochschule für Bodenkultur Wien tätig. 1955 wechselte er auf die neu eingerichtete Professur für Baustatik an der Technischen Hochschule Graz. Er starb an den Folgen eines Herzschlages.
Ernst Chwalla war in den Jahren 1925 bis 1960 die führende wissenschaftliche Kapazität auf dem Gebiet der Stabilitätstheorie im Stahlbau. Er veröffentlichte zahlreiche wissenschaftliche Arbeiten über die Restspannungen nach Überschreiten des elastischen Bereiches bei Kerben sowie über Stahlstäbe ohne und mit Exzentrizitäten, die weit über die Stabilitätsgrenze belastet wurden. Maßgebend waren seine Erkenntnisse über die Stabilitätstheorie. Zusammen mit Willy Gehler (TH Dresden) war er Vordenker der Stahlbaunorm DIN 4114, zusammen mit Kurt Klöppel (TH Darmstadt) gilt er als „Vater“ der DIN 4114 (1952) Stabilitätsfälle. Sein Werk „Einführung in die Baustatik“ war langjähriges Standardwerk für die Ausbildung an den Hochschulen.

## Auszeichnungen
Er wurde in den Verein Deutscher Ingenieure aufgenommen. 1954 wurde er für seine wissenschaftlichen Leistungen mit einer Ehrendoktorwürde eines Dr.-Ing. e.h. der Technischen Hochschule Berlin geehrt. 1959 wurde Chwalla zum ordentlichen Mitglied der Österreichischen Akademie der Wissenschaften gewählt.

## Schriften
- Die Stabilität des Rahmenstabes, Hölder-Pichler-Tempsky A. G., 1927
- Das ebene Stabilitätsproblem des Kreisbogens, Hölder-Pichler-Tempsky A. G., 1927
- Die Stabilität zentrisch und exzentrisch gedrückter Stäbe aus Baustahl, Hölder-Pichler-Tempsky A. G., 1928
- Elastostatische Probleme schlanker, dünnwandiger Rohre mit gerader Achse, Hölder-Pichler-Tempsky A. G., 1931
- Genaue Theorie der Knickung von Rahmenstäben, 1933
- Drei Beiträge zur Frage der Tragvermögens statisch unbestimmter Stahltragwerke, 1934
- Das Problem der Stabilität gedrückter Rahmenstäbe, 1934
- Die Bemessung der waagerecht ausgesteiften Stegbleche vollwandiger Träger, 1936
- Die Kipp-Stabilität gerader Träger mit doppelt-symmetrischen I-Querschnitt, Springer 1939
- Knick- und Beulvorschriften für Stahlbau: Nebst Erläuterungen zur Begründung des Normblattentwurfes DIN 4114 und Erläuterungen zur Bemessung von Knickstäben, Deutscher Normenausschuß 1939, zusammen mit Willy Gehler
- Din E. 4114. Knick- und Beulvorschriften für Stahlbau: Nebst Erläuterungen z. Begründung d. Normblattentwurfes 1. T. Abschn. A 1-A 3, Deutscher Normenausschuß 1939, zusammen mit Willy Gehler
- Vorschlag und Erläuterungen zur Neufassung des Abschnittes A, I, e des Normblattentwurfes Din E 4114, Stahlbau-Verlag 1940
- Knick-, Kipp- und Beulvorschriften für Baustahl DIN E 4114: Entwurf 4a d. Beratungsunterlage vom Okt. 1943, 1944
- Kippung von Trägern mit einfach-symmetrischen, dünnwandigen und offenen Querschnitten, Springer 1944
- Einführung in die Baustatik, Stahlbau-Verlag 1954
- Hilfstafeln zur Berechnung von Spannungsproblemen der Theorie zweiter Ordnung und von Knickproblemen, Stahlbau-Verlag 1959